# Мостостроение Древнего Рима

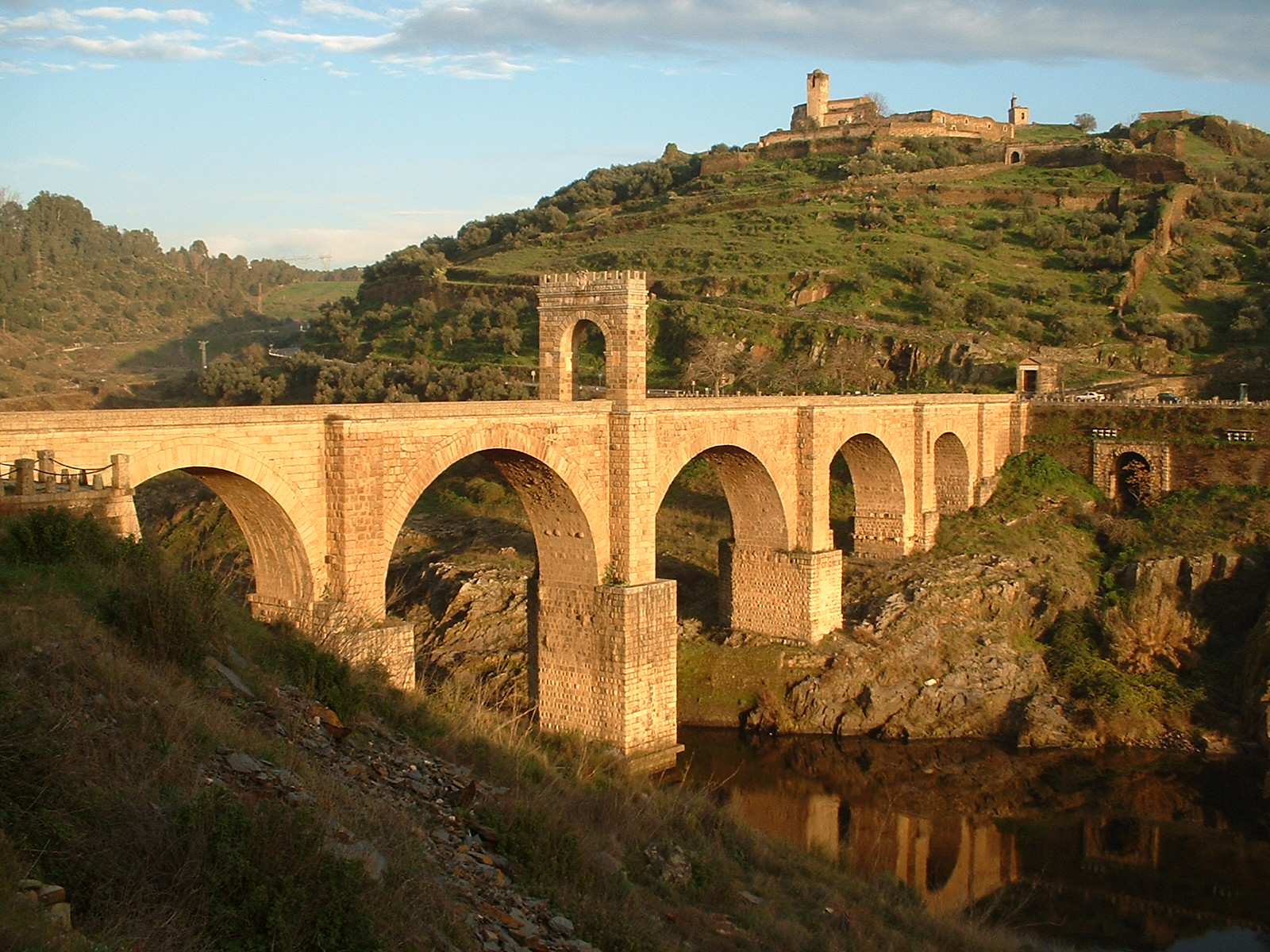
Алькантарский мост, Испания — шедевр древнего мостостроения.

Римские мосты, построенные в Древнем Риме, были первыми крупными и надёжными мостами. Древнеримские мосты были построены из камня или из дерева, а как базовую структуру имели арку. (см. Арочный мост). Преимущественно использовался бетон, который именно римляне начали первыми использовать для мостов. 
Мост строился из камня если течение сильное, или из дерева если мост маленький и течение слабое, для начала римляне выбирали самое идеальное место для моста, оно должно было быть максимально узкое, устойчивое и с минимальным течением, после выбора римляне делали фундамент, возводили колонны, строили основу арку из дерева после чего выкладывали на нее камни:)

## Типология
| Европа         | 800          |
| -------------- | ------------ |
| Италия         | 460          |
| Испания        | 142          |
| Франция        | 072          |
| Германия       | 030          |
| Великобритания | 029          |
| Португалия     | 014          |
| Югославия      | 013          |
| Швейцария      | 011          |
| Греция         | 010          |
| Нидерланды     | 000000000004 |
| Болгария       | 000000000003 |
| Люксембург     | 000000000003 |
| Албания        | 000000000002 |
| Австрия        | 000000000002 |
| Бельгия        | 000000000002 |
| Румыния        | 000000000002 |
| Венгрия        | 000000000001 |

| Азия     | 074          |
| -------- | ------------ |
| Турция   | 055          |
| Сирия    | 000000000007 |
| Иордания | 000000000005 |
| Ливан    | 000000000004 |
| Израиль  | 000000000002 |
| Ирак     | 000000000001 |

| Африка | 057          |
| ------ | ------------ |
| Тунис  | 033          |
| Алжир  | 019          |
| Ливия  | 000000000005 |
| Всего  | 931          |

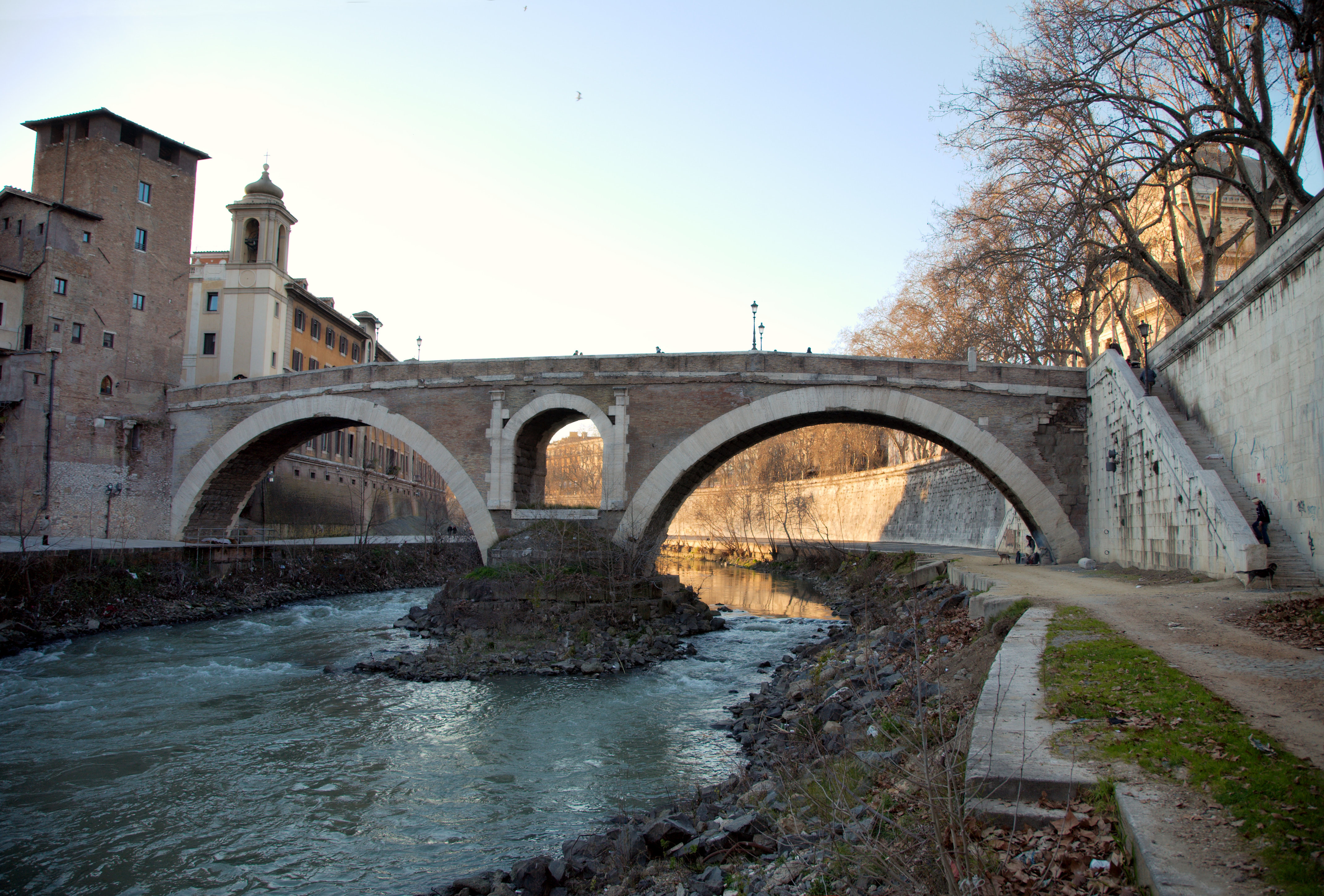
Мост Фабричио в Риме, Италия.

Как и с сводом или куполом, римляне были первыми, кто полностью реализовал потенциал арки для строительства мостов.
Список римских мостов, составленный инженером Колином О’Коннором, имеет 330 римских каменных мостов для дорожного движения, 34 римских деревянных мостов и 54 римских мостов акведуков, многие из которых еще стоят и даже используется  в системе дорог. Более полное исследование итальянского ученого Витторио Галлиаццо выявило 931 римский мост, преимущественно из камня, в 26 различных странах (в том числе и бывший Югославии; см. таблицу справа).
Римские арочные мосты были, как правило, полукруглые, хотя были и сегментные (например, в городе Альконетар). Сегментная арка — это арка, меньше полукруга. Преимуществом сегментной арки моста по сравнению с полукруглой является то, что она пропускает под собой большие объемы паводковых вод, предотвращает разрушение моста во время наводнения, а сам мост мог быть более легкий. Как правило, римские мосты имели клиновидные камни основной арки (voussoirs) одного же размера и формы. Римляне строили как мосты с одной аркой, так и длинные многоарочные конструкции мостов-акведуков, таких как Пон-дю-Гар и Акведук в Сеговии. Почти с начала их мосты имели отверстия в опорах для уменьшения давления воды на них во время наводнения, например в мосту Фабричио в Риме (62 до н. Э.), одном из старейших в мире больших мостов, которые до сих пор стоят. Римские инженеры были первыми и до промышленной революции единственными, которые строили мосты из бетона, который они называли Opus caementicium. Снаружи мосты обычно покрывались кирпичом или тесаным камнем, как мост Алькантара.

Римский мост Кирк Гёз Кемери около Лимиры в Ликии, Турция. Он один из старейших сегментных арочных мостов мира.

Римляне привнесли в строительство мостов сегментную арку. Лимирский мост на юго-западе Турции, длиной 330 метров, имеет 26 сегментных арок со средним соотношением пролета до подъема 5.3:1, что дает мосту чрезвычайно плоский профиль, который оставался непревзойденными в течение целого тысячелетия. Мост Траяна через Дунай имел деревянные сегментные арки с открытыми сводами (которые опирались на 40-метровые бетонные опоры). Он стал самым длинным арочным мостом в истории на следующую тысячу лет в целом, так и по длине отдельных пролетов. Самый длинный уцелевший мост — Римский мост в Мериде длиной 790 м.

## Формы арок
Ранние римские арочные мосты, под влиянием древней идеи об идеальной форме круга, часто описывают полный круг, где каменная арка продолжается под землей. Типичный пример — мост Фабричио в Риме. Позже, римские каменные мосты опирались в основном на полукруглые арки, или, в меньшей степени, на сегментные арки. Последний вариант имеет раннюю локальную концентрацию в северо-восточной Италии, но его образцы можно найти разбросанные по всей империи, например Лимирский мост, мост городa Альконетар и городa Сан-Лоренцо.

Стрельчатая арка.

Кроме того, изредка появляется ряд других форм арок, но в некоторых случаях не может быть исключена позднее деформация. Позднеантичный мост Карамагара является ранним примером использования стрельчатых арок.

## Типичные характеристики
- Многие мосты были более 5 метров в ширину.
- Большинство из них имеют легкий наклон поверхности.
- Многие имеют руст.
- Каменная кладка имеет переменные слои вдоль и поперек.
- Камни связанные ласточкиным хвостом или металлическими скобами.
- Камни имеют углублением для закрепления инструментов для содержания.

Рабочий процесс на римском мосту под Лимирой в Турции: опалубка была перемещена в другой проем, как только было завершено нижнее ребро арки.

## Пересечение крупнейших рек
Римские инженеры построили мосты с каменными арками или частично деревянные мосты с каменными опорами через все крупные реки их Империи, кроме двух: через Евфрат, которая лежала на границе с соперником Римской Империи — иранской империей, и через Нил, самой длинной рекой в мире, которая была пересечена мостом только в конце 1902 старой Асуанской плотиной. Хотя предполагается, что в Асуане римский мост все же существовал.
Крупнейшими реками, над которым римлянами были переброшены постоянные мосты, были Дунай и Рейн, две крупнейшие европейские реки к западу от евразийских степей . Нижний Дунай пересекали по крайней мере два (Мост Траяна и Константина), а средний и нижний Рейн — четыре различных моста (Римский мост в Майнце, Рейнские мосты Цезаря, Римский мост в Кобленце, Римский мост в Кельне). Для рек с сильным течением и чтобы позволить быстрое движение армии, часто использовались и понтонные мосты.

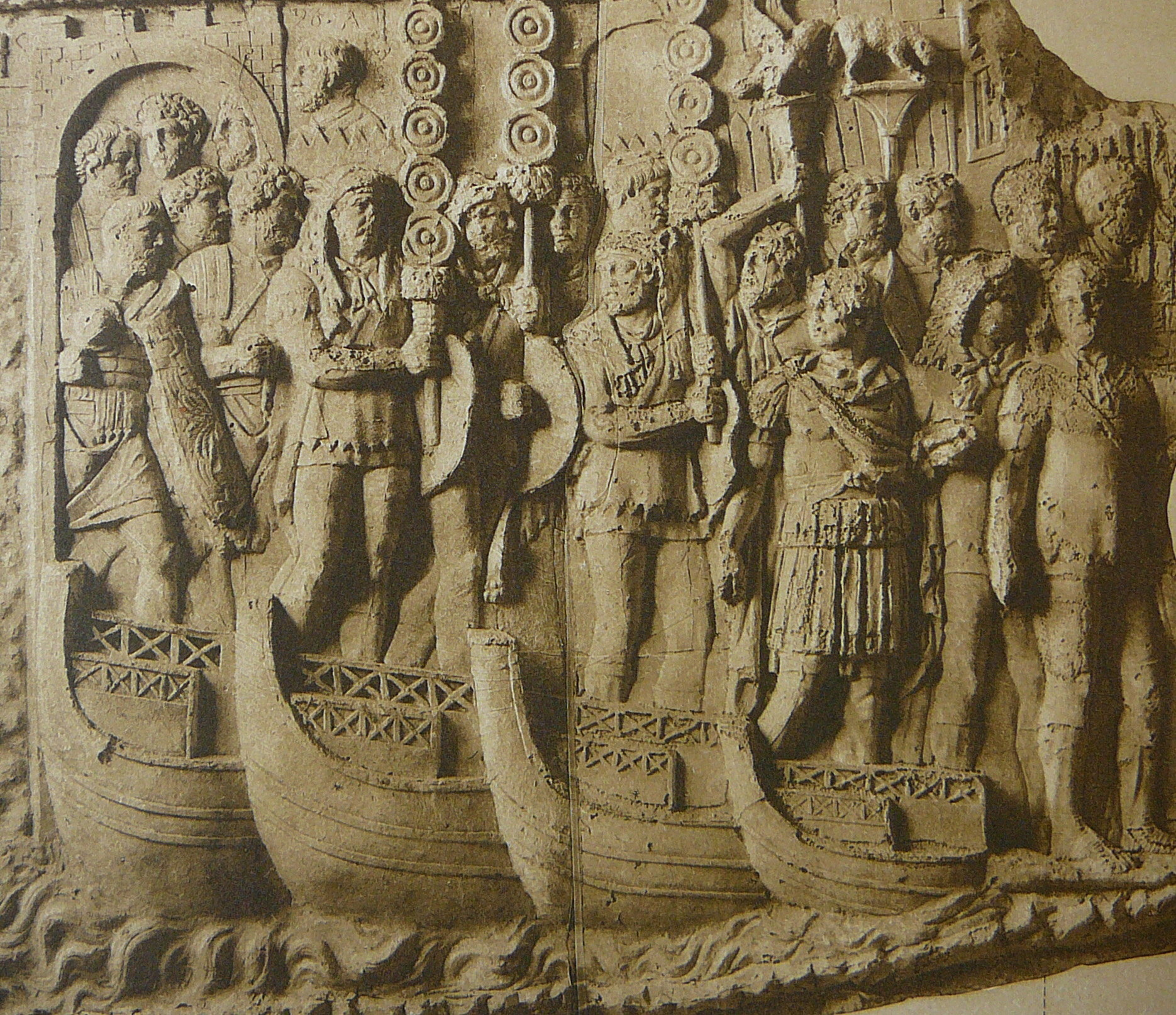
Римский понтонный мост через нижний Дунай (барельеф).

Учитывая полное отсутствие записей о существовании мостов через крупные реки до современности, римское мостостроение видимо не имело аналогов в мире до 19-го века.